# Cixius stallei
Cixius stallei är en insektsart som beskrevs av Tsaur 1991. Cixius stallei ingår i släktet Cixius och familjen kilstritar. Inga underarter finns listade i Catalogue of Life.